# Francia ai Giochi della XIV Olimpiade
La Francia partecipò ai Giochi della XIV Olimpiade, svoltisi a Londra, Regno Unito, dal 29 luglio al 12 agosto 1948, con una delegazione di 316 atleti impegnati in venti discipline.

## Medagliere

### Per discipline
| Sport            | Oro | Argento | Bronzo | Totale |
| ---------------- | --- | ------- | ------ | ------ |
| Scherma          | 3   | 1       | 0      | 4      |
| Ciclismo         | 3   | 0       | 2      | 5      |
| Atletica leggera | 2   | 3       | 3      | 8      |
| Equitazione      | 2   | 1       | 1      | 4      |
| Pallacanestro    | 0   | 1       | 0      | 1      |
| Canoa/kayak      | 0   | 0       | 4      | 4      |
| Nuoto            | 0   | 0       | 2      | 2      |
| Lotta libera     | 0   | 0       | 1      | 1      |
| Totale           | 10  | 6       | 13     | 29     |

### Medaglie
| Medaglia | Atleta                                                                                | Sport            | Evento                                      |
| -------- | ------------------------------------------------------------------------------------- | ---------------- | ------------------------------------------- |
| Oro      | Micheline Ostermeyer                                                                  | Atletica leggera | Getto del peso femminile                    |
| Oro      | Micheline Ostermeyer                                                                  | Atletica leggera | Lancio del disco femminile                  |
| Oro      | José Beyaert                                                                          | Ciclismo         | Corsa in linea                              |
| Oro      | Jacques Dupont                                                                        | Ciclismo         | Chilometro da fermo                         |
| Oro      | Charles Coste Serge Blusson Fernand Decanali Pierre Adam                              | Ciclismo         | Inseguimento a squadre                      |
| Oro      | André Jousseaume Jean Saint-Fort Paillard Maurice Buret                               | Equitazione      | Dressage a squadre                          |
| Oro      | Bernard Chevallier                                                                    | Equitazione      | Concorso completo individuale               |
| Oro      | Jéhan Buhan                                                                           | Scherma          | Fioretto individuale maschile               |
| Oro      | André Bonin Jéhan Buhan Jacques Lataste René Bougnol Christian d'Oriola Adrien Rommel | Scherma          | Fioretto a squadre maschile                 |
| Oro      | Henri Guérin Henri Lepage Marcel Desprets Michel Pécheux Édouard Artigas Maurice Huet | Scherma          | Spada a squadre maschile                    |
| Argento  | Alain Mimoun                                                                          | Atletica leggera | 10000 metri piani                           |
| Argento  | Jean Kérébel François Schewetta Robert Chef d'Hôtel Jacques Lunis                     | Atletica leggera | Staffetta 4×400 metri                       |
| Argento  | Ignace Heinrich                                                                       | Atletica leggera | Decathlon                                   |
| Argento  | André Jousseaume                                                                      | Equitazione      | Dressage individuale                        |
| Argento  | Francia                                                                               | Pallacanestro    | Torneo Maschile                             |
| Argento  | Christian d'Oriola                                                                    | Scherma          | Fioretto individuale maschile               |
| Bronzo   | Marcel Hansenne                                                                       | Atletica leggera | 800 metri piani                             |
| Bronzo   | Micheline Ostermeyer                                                                  | Atletica leggera | Salto in alto femminile                     |
| Bronzo   | Jacqueline Mazéas                                                                     | Atletica leggera | Lancio del disco femminile                  |
| Bronzo   | Robert Boutigny                                                                       | Canoa/kayak      | C1 1000 metri maschile                      |
| Bronzo   | Georges Dransart Georges Gandil                                                       | Canoa/kayak      | C2 1000 metri maschile                      |
| Bronzo   | Georges Dransart Georges Gandil                                                       | Canoa/kayak      | C2 10000 metri maschile                     |
| Bronzo   | Henri Eberhardt                                                                       | Canoa/kayak      | K1 1000 metri maschile                      |
| Bronzo   | José Beyaert Alain Moineau Jacques Dupont                                             | Ciclismo         | Corsa a squadre                             |
| Bronzo   | René Faye Gaston Dron                                                                 | Ciclismo         | Tandem                                      |
| Bronzo   | Jean De Thonel d'Orgeix                                                               | Equitazione      | Salto ostacoli individuale                  |
| Bronzo   | Charles Kouyos                                                                        | Lotta libera     | Pesi gallo                                  |
| Bronzo   | Georges Vallerey Jr.                                                                  | Nuoto            | 100 metri dorso maschili                    |
| Bronzo   | Joseph Bernardo René Cornu Henri Padou Jr. Alex Jany                                  | Nuoto            | Staffetta 4x200 metri stile libero maschile |

## Risultati

### Calcio
| Atleta | Classifica |                    |
| --- | --- | ------------------ |
| V · D · M Nazionale francese · Calcio ai Giochi Olimpici Estivi 1948 P Rouxel · P Schaeffer · D Bienvenu · D Ducousso · D Gianessi · C Colau · C Krug · C Mercurio · C Rabstejnek · C Robert · C Rouellé · A Bottini · A Courbin · A Hebinger · A Hamoutène · A Heckel · A J. Lanfranchi · A M. Lanfranchi · A Paluch · A Persillon · A Strappe · CT : sconosciuto | 5° |                    |
| Nazionale francese · Calcio ai Giochi Olimpici Estivi 1948 | |                    |
| P Rouxel · P Schaeffer · D Bienvenu · D Ducousso · D Gianessi · C Colau · C Krug · C Mercurio · C Rabstejnek · C Robert · C Rouellé · A Bottini · A Courbin · A Hebinger · A Hamoutène · A Heckel · A J. Lanfranchi · A M. Lanfranchi · A Paluch · A Persillon · A Strappe · CT: sconosciuto                                                                       | P Rouxel · P Schaeffer · D Bienvenu · D Ducousso · D Gianessi · C Colau · C Krug · C Mercurio · C Rabstejnek · C Robert · C Rouellé · A Bottini · A Courbin · A Hebinger · A Hamoutène · A Heckel · A J. Lanfranchi · A M. Lanfranchi · A Paluch · A Persillon · A Strappe · CT: sconosciuto | Francia (bandiera) |

### Pallacanestro
| Atleta | Classifica |
| --- | ---------- |
| V · D · M Nazionale francese - Pallacanestro ai Giochi della XIV Olimpiade 3 Buffière · 4 Derency · 5 Thiolon · 6 Perrier · 7 Chocat · 8 Offner · 9 Even · 10 Desaymonet · 11 Guillou · 12 Bonnevie · 13 Girardot · 14 Rebuffic · 15 Quenin · 16 Barrais · All. Robert Busnel | Argento    |
| Nazionale francese - Pallacanestro ai Giochi della XIV Olimpiade |            |
| 3 Buffière · 4 Derency · 5 Thiolon · 6 Perrier · 7 Chocat · 8 Offner · 9 Even · 10 Desaymonet · 11 Guillou · 12 Bonnevie · 13 Girardot · 14 Rebuffic · 15 Quenin · 16 Barrais · All. Robert Busnel                                                                            |            |

### Pallanuoto
| Atleta | Classifica |                    |
| --- | --- | ------------------ |
| V · D · M Nazionale maschile francese di pallanuoto · Giochi olimpici - Londra 1948 Désbonnet • Lefèbvre • Le Bras • Diener • Himgi • Dewasch • Berthe • Massol • Viaene • Bermyn • Spilliaert · CT : - | 6° |                    |
| Nazionale maschile francese di pallanuoto · Giochi olimpici - Londra 1948 | |                    |
| Désbonnet • Lefèbvre • Le Bras • Diener • Himgi • Dewasch • Berthe • Massol • Viaene • Bermyn • Spilliaert · CT: -                                                                                      | Désbonnet • Lefèbvre • Le Bras • Diener • Himgi • Dewasch • Berthe • Massol • Viaene • Bermyn • Spilliaert · CT: - | Francia (bandiera) |